# Julia Hede
Anna Julia Hede Wilkens, född Hede 16 februari 1962 i Gustav Vasa församling i Stockholm, är en svensk tidigare barnskådespelare, senare filmfotograf och regissör. Hon studerade vid Dramatiska Institutets filmfotolinje 1986–1989.
Hede Wilkens arbetar numera (2015) på Täby Enskilda Gymnasium som lärare inom TV-produktion och även franska. Hon leder programmet Nyfiken på, som visas på TV-kanalen TV Nord, som filmas i Täby Enskilda Gymnasiums TV-studio.

## Filmografi

### Regi
- 1995 – Au Pair

### Roller
- 1973 – Den vita stenen (TV-serie)
- 1975 – Monismanien 1995
- 1983 – Privatdetektiven Kant
- 1985 – Tvätten
- 1991 – Ett paradis utan biljard